# Presúria de Coimbra
A Presúria de Coimbra foi a primeira tomada de Coimbra aos mouros, em 878, campanha militar chefiada por Hermenegildo Guterres, primeiro conde de Coimbra.
Coimbra foi ocupada durante o reinado de Afonso III das Astúrias, soberano que promoveu a ocupação dos territórios meridionais e a sul do seu reino.
A presúria de Coimbra deu-se dez anos depois do Porto ter sido presurado por Vímara Peres, em 868. Hermenegildo Guterres, presor de Coimbra ficou como primeiro conde do território. Desempenharam um grande papel no povoamento do território os condes de Coimbra, alguma nobreza deles dependente e o mosteiro do Lorvão. Coimbra seria então já uma povoação suficientemente desenvolvida para servir de capital do condado, ainda que localizada na margem direita do Mondego, logo muito próxima da fronteira com os muçulmanos.
O condado coimbrão rivalizou o condado portucalense, sobretudo durante os governos dos condes Gonçalo Mendes de Portugal e Gonçalo Moniz de Coimbra, que coincidiu com disputas pelo trono leonês a seguir à morte de Ramiro II. Gonçalo Moniz ter-se-á revoltado contra Sancho I e, descendo este a Coimbra, morreu envenenado por Gonçalo Moniz.

As principais campanhas de Almançor.

O território entre o Douro e o Mondego manteve-se na posse de cristãos durante mais de um século.
A 1 de Outubro de 976  Hixame II sucedeu a Aláqueme II no trono califal de Córdova e, na semana seguinte, indigitou ibne Abi Amir, mais tarde conhecido como Almançor, para o cargo de hájibe ou primeiro-ministro. Evento de singular importância, pois Almançor continuou as reformas militares anteriormente começadas por Aláqueme II. Ameaçado pelas incursões cristãs, no ano seguinte instituiu uma política de destrutivas campanhas contra os reinos cristãos do norte, duas vezes ao ano geralmente, para cobrar tributos ou pilhá-los caso se recusassem a pagar, política que se prolongaria para lá da sua morte, até 1008. Estes foram 31 anos de hegemonia cordovesa imposta sobre os reinos cristãos com brutalidade e os mais caóticos desde o início da Reconquista.
Em 985 foi saqueada a cidade de Braga e, dois anos depois, Almançor saqueou Coimbra mas nesse mesmo ano regressou à cabeça das suas tropas e capturou a cidade, bem como Seia, Viseu e Lamego.
Coimbra seria reconquistada em 1064 por Fernando Magno de Leão, durante a chamada "Campanha das Beiras".